# Çiğli
Çiğli là một huyện thuộc tỉnh İzmir, Thổ Nhĩ Kỳ. Huyện có diện tích 97 km² và dân số thời điểm năm 2007 là 144251 người, mật độ 1487 người/km².